# Nordhelm
Der Stadtteil Nordhelm liegt im Nordosten der niedersächsischen Stadt Norderney auf der gleichnamigen ostfriesischen Insel im Landkreis Aurich.

## Geographie

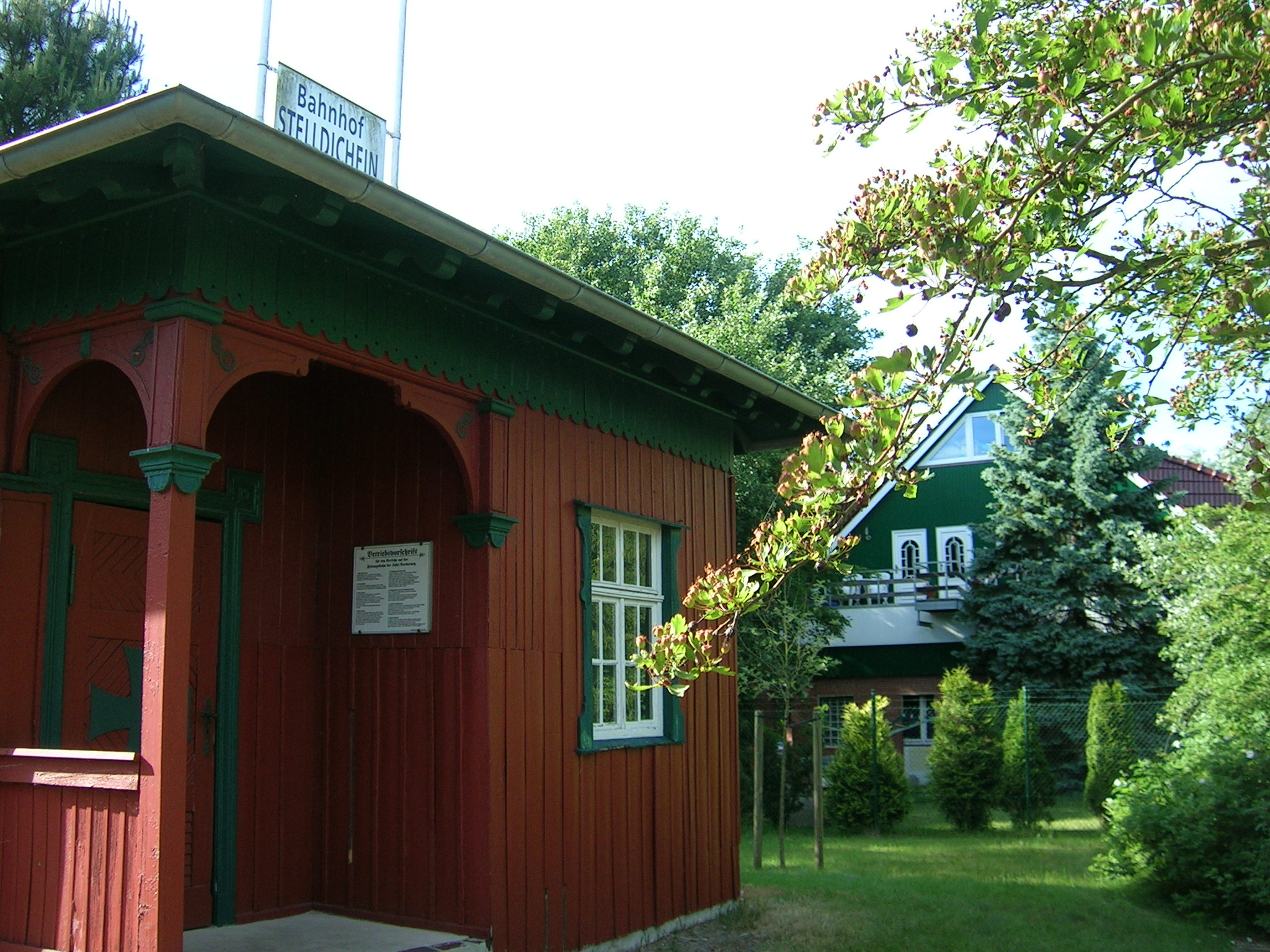
Der ehemalige Festungsschirrhof

Nordhelm liegt hinter der ersten nördlichen Randdünenkette der Insel nordöstlich des Hauptortes Norderney. Die ab 1936 entstandene Siedlung hatte zunächst keine direkte Anbindung an den benachbarten herangewachsenen Ort. Aus diesem Grund hat der Stadtteil ebenfalls die Bezeichnung Nordhelmsiedlung. Die Bewohner Nordhelms werden von den restlichen Insulanern Siedlunger genannt.
Da sich die gesamte Stadtfläche am Westkopf der Insel Norderney befindet, gilt das ungeschriebene Gesetz, wonach die Lippestraße als Grenze der Bebauung angesehen wird. Dies ist auf die Lage der Stadt im Nationalpark Niedersächsisches Wattenmeer zurückzuführen und das damit greifende Gesetz über den Nationalpark „Niedersächsisches Wattenmeer“ (NWattNPG). Das Gebiet östlich der Stadt gilt als geowissenschaftlich bedeutsame Landschaftsform. Die Lippestraße grenzt direkt an den Stadtteil Nordhelm und stellt, bis auf wenige Ausnahmen die östliche Bebauungsgrenze des Stadtgebiets dar. Bei den Ausnahmen handelt es sich um den in der Inselmitte stehenden Leuchtturm sowie den Inselgolfplatz mit den angrenzenden Siedlungen Am Leuchtturm und Grohde sowie dem nahe gelegenen Flugplatz Norderney, der westlich davon gelegenen Jugendherberge Norderney Dünensender und den östlich davon gelegenen ehemaligen Gebäuden der Staatsdomänen Eiland und Tünnbak.
Südlich der Siedlung wurde in den Jahren 1972/73 ein Geländestreifen zwischen der Oderstraße und dem in den Inselosten führenden Karl-Rieger-Weg begrünt, um einen Lärmschutz für die angrenzende Bebauung zu ermöglichen.

## Namensherkunft
Der Name des Stadtteils Nordhelm ist niederdeutsch und lehnt an die als Strandhafer benannte Helmpflanze, die Dünen bewächst und deren Wachstum begünstigt. Bereits im Jahr 1796 ist das Ackerland Nordhelm, ein Dünental östlich des Dorfes, erwähnt.

## Geschichte
Beim Stadtteil Nordhelm handelt es sich um mehrere ehemalige Siedlungsgebäude unterschiedlicher Größe, deren vorrangiger Zweck es war, das Personal der Seefestung Norderney und die auf Norderney eingesetzten Angehörigen der Seeflugstaffel in bis zu 200 Siedlungshäusern unterzubringen. Dabei wurden Parzellen von 500 bis 1000 Quadratmeter Baugelände zur Verfügung gestellt.
Bei den Häusern, die Anfang 1938 fertiggestellt wurden und teilweise noch im ursprünglichen Zustand erhalten geblieben sind, handelt es sich um ein- oder zweigeschossige Ziegelbauten mit Walmdach. Zu Anfang wurde damit begonnen, die natürlichen Dünenketten abzutragen. Nachdem bereits um den Wasserturm der Insel insgesamt 116 Wohnungen für Angehörige der Wehrmacht fertiggestellt wurden, begann man 1938 mit der Errichtung weiterer Kasernengebäude in der neu entstandenen Nordhelmsiedlung.
Nach dem Zweiten Weltkrieg unterstützte der damalige Bürgermeister Willi Lührs das Bestreben mehrerer Norderneyer Bürger im Bereich der Siedlung ein Haus zu bauen, da auf der Insel Wohnungsnot herrschte. Es wurde ein Bebauungsplan entworfen und zwei einfache, eingeschossige Haustypen mit Satteldach angeboten. Durch die Fortführung der Bebauung ab 1958 erfolgte der Lückenschluss zur alten Stadtgrenze, die sich noch in den Jahren 1963/64 in der Höhe des Kaps (Bürgermeister-Willy-Lührs-Straße), sowie östlich des Seehospiz befand. Das Bauland im Anschluss an die Siedlung „Nordhelm“ östlich des Birkenweges im Verlauf der Nordhelm-, Rhein- und Lippestraße erhielt zunächst die Bezeichnung „Meierei-Siedlung“. Der Architekt Hans Eschebach lieferte den Entwurf. Bis Ende 1954 wurde der gesamte Bereich als „Siedlung Nordhelm“ bezeichnet. Die Postanschrift wurde mit laufender Nummer fortgeführt.
Die vor dem Zweiten Weltkrieg errichteten Gebäude wurden durch die Bundesvermögensanstalt an die Mieter verkauft, die diese entweder um ein Stockwerk erhöhten, um Gäste mit unterbringen zu können oder Ferienhäuser entstehen zu lassen. Im Laufe der Zeit wurden einige der Gebäude zu Wohnhäusern umfunktioniert, umgebaut oder erweitert. Im Zuge des zunehmenden Tourismus auf Norderney wurden zudem neue, mehrgeschossige Ferienhäuser und Zweitwohnsitze errichtet, wogegen sich Norderneyer Bürger zu einer Bürgerinitiative zusammengeschlossen haben.
Mittelpunkt des Stadtteils ist das Remmer-Harms-Eck, welches an seinen Namensgeber, den langjährigen Bürgermeister und einzigen Ehrenbürger der Stadt Norderney, erinnert. Der Platz entstand 1980 im Rahmen einer Verschönerungsaktion der Stadt. Nach der Schließung einer Gaststätte im Jahr 2012 existieren im Stadtteil Nordhelm noch zwei Gaststätten, eine Brauhalle, die Meierei, ein Friseur, eine Wäscherei, eine Filiale des Inselbäckers mit Café, sowie einen zunächst von der 1920 gegründeten Konsumgenossenschaft Norderney betriebenen Frischemarkt an der Nordhelmstraße 66. Dieser Laden wurde am 23. Mai 1961 eröffnet und war der erste Selbstbedienungsladen auf Norderney Südlich an der Grenze zwischen Stadtteil und dem Ruppertsburger Wäldchen (Kiefernwäldchen) liegt das Gelände des ehemaligen Campingplatzes Booken. Dieses Areal soll nach Plänen zufolge zukünftig bebaut werden (Stand: Mai 2023).
Seit 1965 befindet sich die 1953 gegründete Allergie- und Hautklinik Norderney im Gebäude des Krankenhauses im Nordosten der Siedlung. Das Krankenhaus fasst 64 Betten und beherbergt neben dem Dialysezentrum auch eine dermatologische Fachabteilung.
Am 15. und 16. Juni 2013 feierten die Einwohner der Siedlung Nordhelm das 75-jährige Bestehen des Stadtteils.

## Straßennamen
Bis auf die in Ost-West-Richtung verlaufende Gemeindestraße Nordhelmstraße sind seit Anfang 1955 alle Straßen und Zufahrtswege nach deutschen Flüssen (Elbe, Ems, Jade, Lippe, Main, Oder, Rhein und Weser) benannt. Zunächst waren Städtenamen beabsichtigt. Einzig die drei  Straßen Waldweg, Kiefernweg und Birkenweg unterscheiden sich davon. Die Verbindungsstraße Am Alten Schirrhof im Südosten des Stadtteils ist an die Lage des zur Marinebahn gehörenden Bahnhof Stelldichein, der ehemalige Festungsschirrhof, angelehnt.

## Busverbindungen

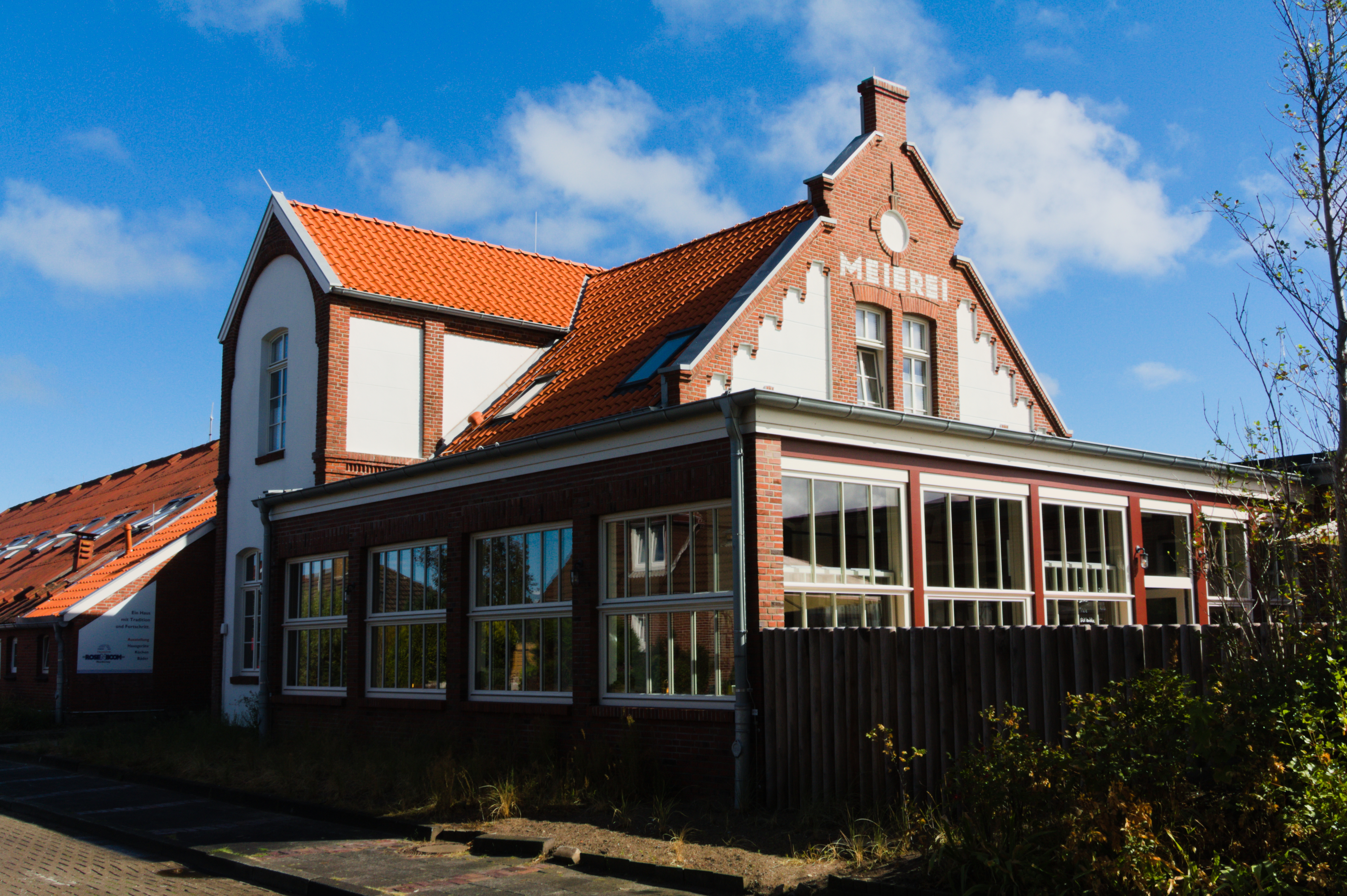
Meierei am südöstlichen Ende von Nordhelm. An der Ecke Lippestraße – Karl-Rieger-Weg befindet sich die Haltestelle „Meierei“.

Über die im Stadtteil gelegenen Bushaltestellen der Linien 3 und 5 der auf Norderney ansässigen Peter Tjaden Nahverkehrs GmbH, einer Tochterfirma der Reederei Norden-Frisia, ist eine Anbindung an den öffentlichen Personennahverkehr gegeben. Die Linie 4 bedient das Unternehmen Omnibusverkehr Fischer. Darüber hinaus steht ein innerstädtischer Linienbus-Service der Staatsbad Norderney GmbH für Inhaber der NorderneyCard zur Verfügung.

## Fahrrad- und Wanderwege
Durch den Stadtteil Nordhelm führen mehrere Laufsport-, Wander- und Radwege der Insel, die eine Gesamtlänge von rund 80 Kilometern haben. Ebenfalls sind an der Lippestraße, dem östlichen Rand der Siedlung, Reiterhöfe sowie der Reit- u. Fahrverein Norderney e.V. angesiedelt, die einen Ausgangspunkt von den auf der Insel angelegten Reitrouten anbieten.

## Persönlichkeiten
Der Arzt Wolfgang Menger wohnte und praktizierte in seinem Haus an der Emsstraße.